# Берёзовка (приток Днепра)
Берёзовка (бел. Бяро́заўка) — река в Шкловском районе Могилёвской области Белоруссии, правый приток Днепра. Длина реки 26 км, площадь водосборного бассейна 230 км². Водозабор — на Оршанско-Могилевской равнине. Средний уклон — 1,98 ‰.
Начинается между урочищами Заборье (бел. Забор’е) и Березовка (бел. Бярозаўка) на границе с Витебской областью, около истока небольшой участок русла находится в Витебской области, однако все населённые пункты по берегам реки — в Могилёвской области. Устье возле деревни Слободка(Слабодка) в 8 километрах к северу от Шклова. В этом месте ширина реки — 21 метр, глубина — 2 метра.
У истока по берегам реки стоят деревни Старосельского сельского совета: Берёзовка, Заборье, Борки-1, Городок, Троица. Около устья на берегу реки стоят деревни Просолы, Корзуны и Слободка Александрийского сельского совета.
Севернее Борки-1 в Березовку справа впадает Бонары. Ниже, в деревне Троица справа впадает Воропинка. У устья, напротив деревни Слободка слева впадает Хильчанка.